# Gerd Janne Kristoffersen

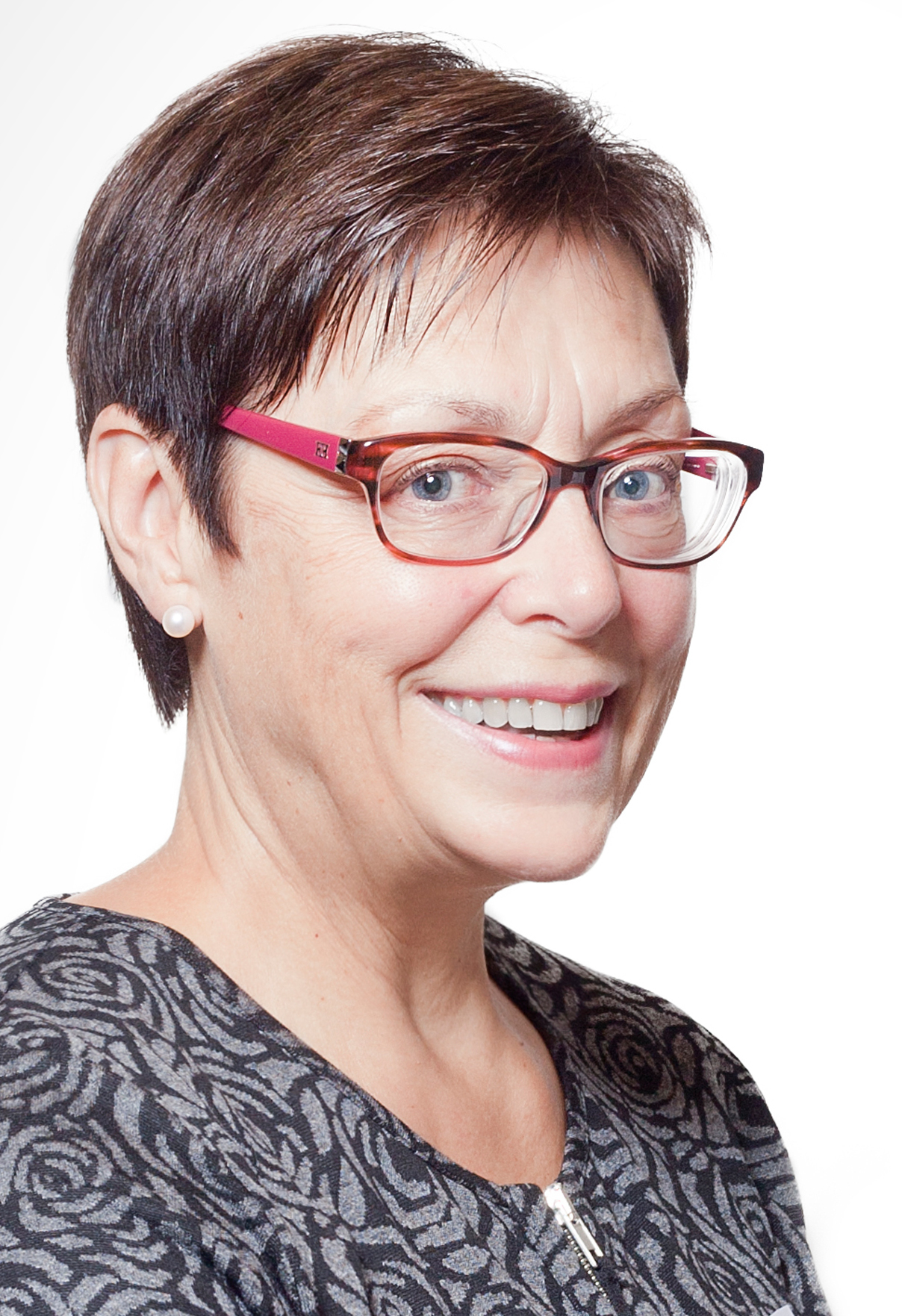
Gerd Janne Kristoffersen

Gerd Janne Kristoffersen (* 18. November 1952 in Verdal, Trøndelag) ist eine norwegische Politikerin der Arbeiderpartiet (Ap). Sie war von 1999 bis 2005 Bürgermeisterin von Verdal und von 2005 bis 2013 Abgeordnete aus Nord-Trøndelag im Storting. Später war sie assistierender Fylkesmann bzw. Fylkesmann in Nord-Trøndelag, bevor das Amt zur Jahreswende 2017/2018 abgeschafft wurde. Anschließend diente sie bis Oktober 2019 als assistierender Fylkesmann von Trøndelag.

## Karriere
Kristoffersen wurde ab 1974 an der Pflegehochschule Innherred ausgebildet und studierte danach Management und Pädagogik. Sie arbeitete zunächst als Krankenpflegerin, Fachlehrerin und Oberkrankenpflegerin, meistens am Krankenhaus Innherred (Stavanger).
Sie war Mitglied des Verdaler Gemeinderats von 1991 bis 1995, von 1995 bis 1999 des Fylkestings von Nord-Trøndelag und danach von 1999 bis 2005 Bürgermeisterin von Verdal. Dazu war sie von 1997 bis 1999 stellvertretende Vorsitzende der Nord-Trøndelag Arbeiderparti und Mitglied des Landesvorstands der Arbeiderpartiet. 2005 wurde sie in Nord-Trøndelag ins Storting gewählt und saß in dessen Finanzausschuss. Sie war von 2008 bis 2009 Mitglied im Ap-Fraktionsvorstand im Storting sowie von 2008 bis 2013 Vorstandsvorsitzende der Nord-Trøndelag Arbeiderparti. Sie wurde 2009 wiedergewählt und saß im Ausschuss für Bildung, Forschung und Kirchenangelegenheiten.